# Дім (печера)

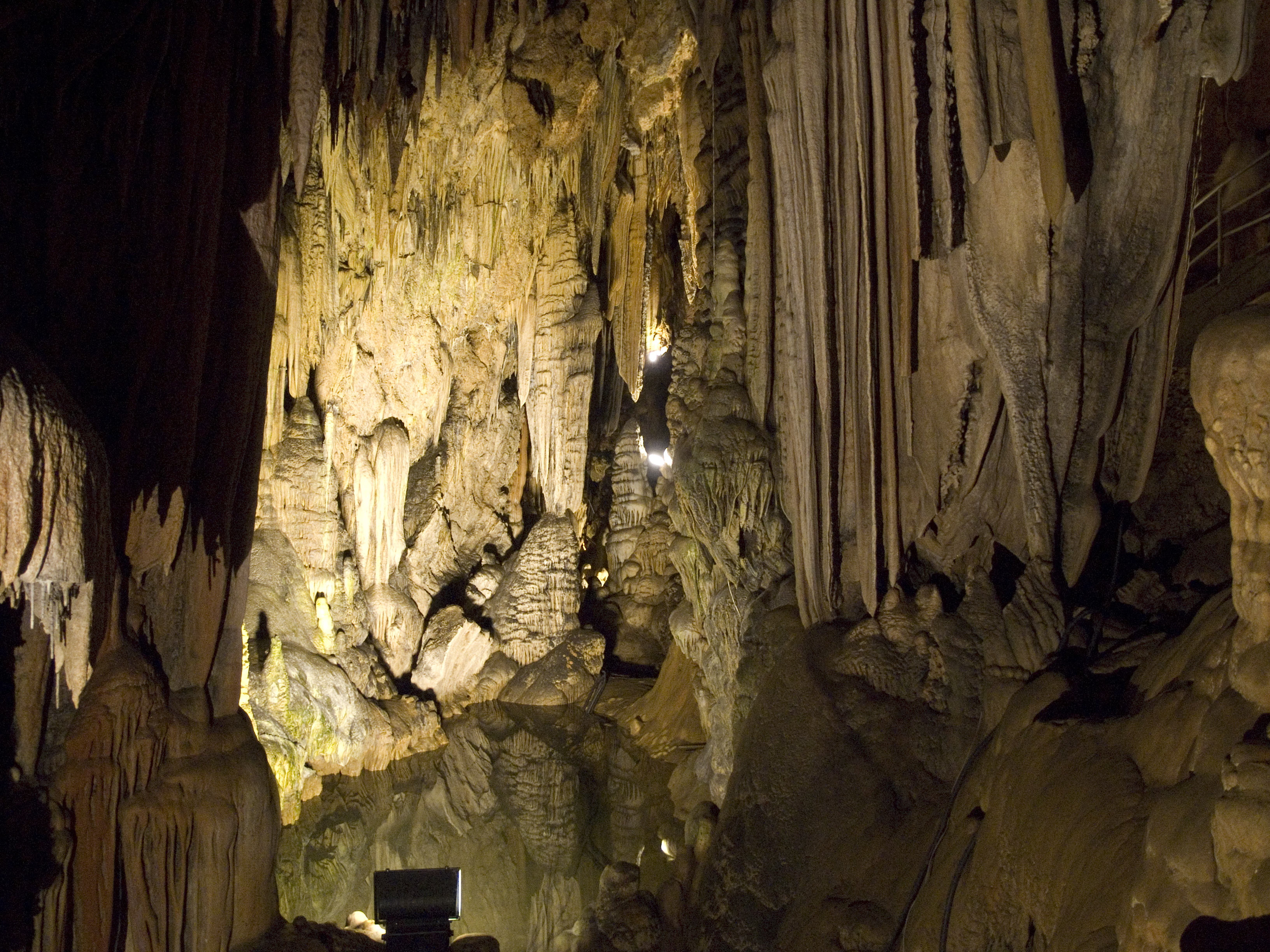

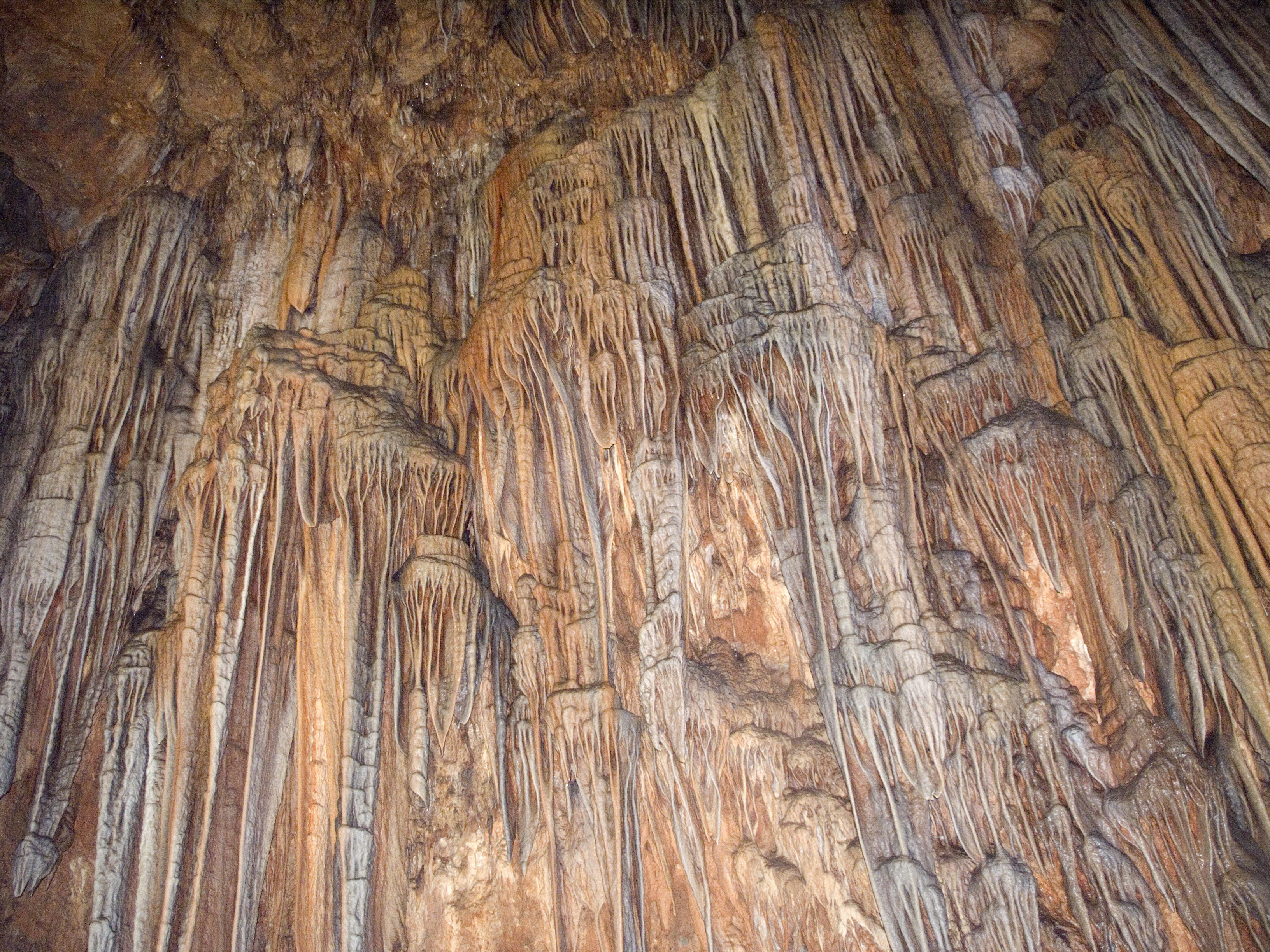

Печера Дім (тур. Dim Mağarası) — вертикальна печера знаходиться на горі Джебі-Рейс (1649 м над рівнем моря) (гірський масив — Західний Тавр) в 12 км на північний схід від міста Аланія (іл Анталія, Туреччина). Печера, яка є другою за довжиною в Туреччині, є однією з головних туристичних визначних пам'яток Анталії. Печера була відкрита спелеологами в 1986 році, з 1999 року печера відкрита для доступу відвідувачів.
Печера розташована серед соснових лісів над ущелиною річки Дім-Чай. До печери веде асфальтоване шосе, біля входу в печеру обладнана автостоянка. Дістатися до печери досить складно, так як дорога вузька.
Довжина печери становить 410 м. Печера по всій своїй довжині обладнана для відвідування. Ліворуч від входу в печеру йде вертикальна ділянка довжиною 360 м, яка закінчується великим залом площею 200 м² з невеликим озерцем. Праворуч від входу є невелика горизонтальна ділянка довжиною 50 м.
Печера характеризується постійною температурою протягом року, що становить 18-19° C, вологість повітря — близько 90 %.